# Subaru G4e

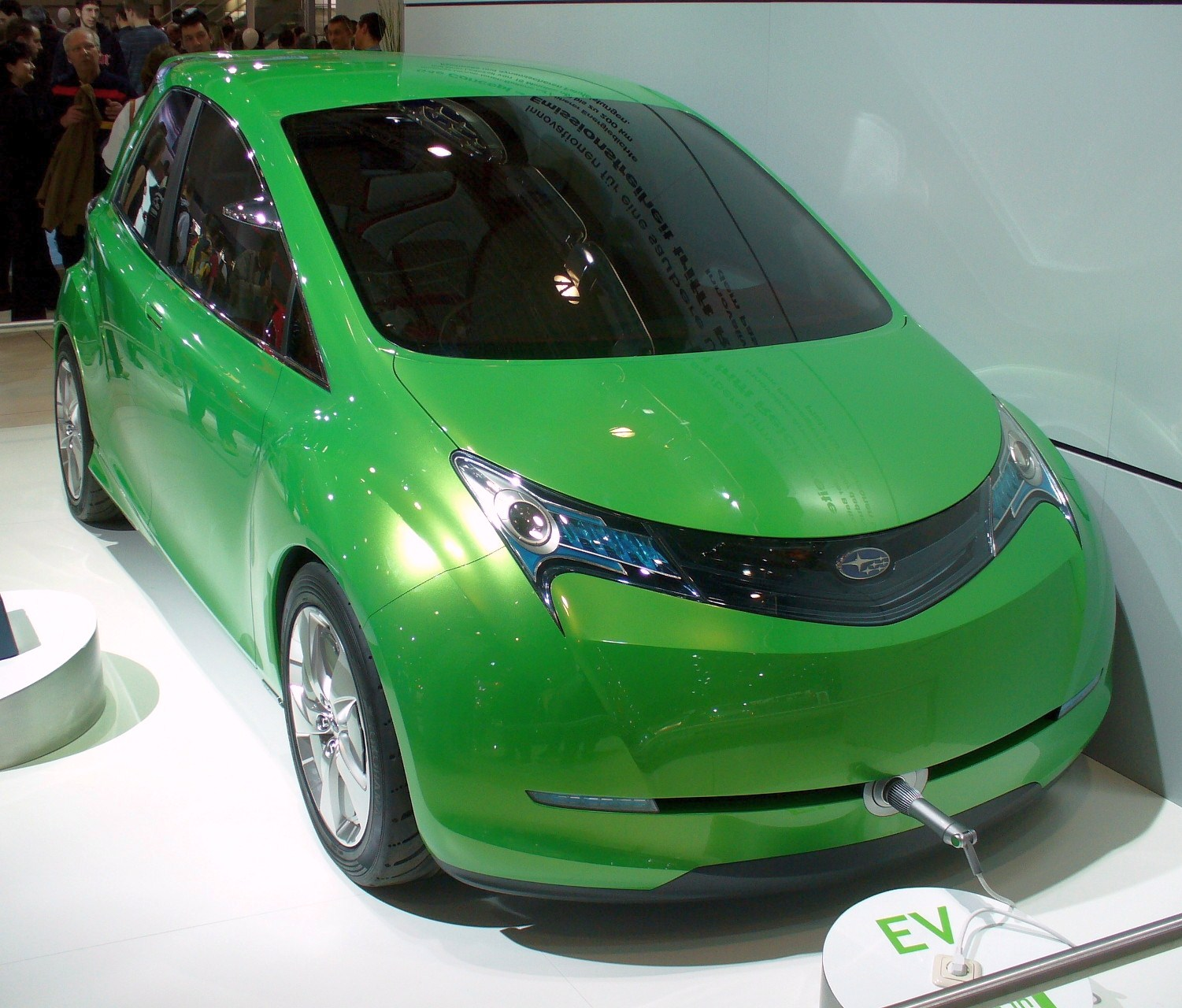
Subaru G4e

Subaru G4e — электромобиль японского автопроизводителя Subaru, находящийся в стадии разработки и тестирования. Он был впервые представлен в 2007 году на Токийском автосалоне. Машина пятиместная и имеет функциональный интерьер и дизайн. Коэффициент аэродинамического сопротивления 0,276. Автомобиль на батареях может пройти до 200 км. Полный цикл зарядки от домашней сети переменного тока длится около восьми часов. Быстрая зарядка до 80 % ёмкости батареи производится всего за 15 минут. На G4e используются литий-ионные батареи, специально разработанные Subaru. Аккумулятор обеспечивает напряжение в 346 вольт, и находится под полом пассажирского места.